# Louise Bertin
Louise Angélique Bertin (Les Roches (Essonne), 15 de febrero de 1805 - París, 26 de abril de 1877) fue una compositora y poetisa francesa.
Louise Bertin vivió toda su vida en Francia. Louise Bertin era parte de una familia que prosperó en las artes. Su padre, Louis François Bertin y su hermano fueron los editores de un influyente periódico francés, El Journal des débats.
Recibió lecciones de François Joseph Fétis. A sus 21 años de edad comenzó a trabajar en una ópera sobre la base de la historia de Fausto de Goethe.
Fue muy amiga de Victor Hugo, el escritor de Nuestra Señora de París y quien escribió el libreto de su ópera La Esmeralda.
Sus composiciones incluyen doce cantatas, seis baladas de piano, cinco sinfonías de cámara, cuartetos para cuerda, un trío de piano (que incluye tanto como temas de Fausto como de La Esmeralda) y varias óperas:
- Guy Mannering (1825);
- Le Loup-garou (1827), ópera cómica;
- Fausto (1831);
- La Esmeralda (1836), sobre un libreto de Victor Hugo.

También escribió y publicó dos volúmenes de poesía, Les Glanes en 1842 y Nouvelles Glanes en 1876. El primero de estos recibió un premio de la Academia Francesa.
Louise Bertin murió un año después de la publicación de Nouvelles Glanes, el 26 de abril de 1877.
- Datos: Q445123
- Multimedia: Louise Bertin / Q445123